# Мид Вали (Калифорнија)
Мид Вали (енгл. Mead Valley) насељено је место без административног статуса у америчкој савезној држави Калифорнија.

## Демографија
По попису из 2010. године број становника је 18.510.
| Група             | 2000.    | 2010.          |
| Белци             | 0 (0,0%) | 3.142 (17,0%)  |
| Афроамериканци    | 0 (0,0%) | 1.515 (8,2%)   |
| Азијати           | 0 (0,0%) | 259 (1,4%)     |
| Хиспаноамериканци | 0 (0,0%) | 13.395 (72,4%) |
| Укупно            | 0        | 18.510         |